# Rijad Sadiku
Rijad Sadiku (Sarajevo, 18 januari 2000) is een Bosnisch voetballer. Sadiku is een verdediger.

## Carrière
Sadiku genoot zijn jeugdopleiding bij FK Novi Grad Sarajevo en FK Sarajevo. In 2017 werd hij door The Guardian opgenomen in een lijst met de 60 grootste voetbaltalenten ter wereld geboren in 2000. In januari 2018 maakte hij de overstap naar de Belgische eersteklasser Royal Excel Moeskroen. Door een zware enkelblessure miste hij een groot deel van het seizoen 2018/19. Pas op 5 mei 2019 kon hij zijn officiële debuut voor Moeskroen maken: van trainer Bernd Storck kreeg hij een basisplaats in de Play-off 2-wedstrijd tegen Zulte Waregem. Een week later speelde hij ook tegen Union Sint-Gillis 90 minuten, nog een week later viel hij tegen Cercle Brugge in de 82e minuut in voor Selim Amallah. Het seizoen daarop paste hij echter niet in de plannen van de nieuwe trainer Bernd Hollerbach, waarop zijn tot 2022 lopende contract bij Moeskroen op 19 december 2019 ontbonden werd.

## Clubstatistieken
| Seizoen         | Club            | Land            | Competitie         | Competitie | Competitie | Beker | Beker | Europees | Europees | Totaal | Totaal |
| Seizoen         | Club            | Land            | Competitie         | Wed.       | Dlp.       | Wed.  | Dlp.  | Wed.     | Dlp.     | Wed.   | Dlp.   |
| --------------- | --------------- | --------------- | ------------------ | ---------- | ---------- | ----- | ----- | -------- | -------- | ------ | ------ |
| 2017/18         | Excel Moeskroen | Vlag van België | Jupiler Pro League | 0          | 0          | 0     | 0     | —        | —        | 0      | 0      |
| 2018/19         | Excel Moeskroen | Vlag van België | Jupiler Pro League | 3          | 0          | 0     | 0     | —        | —        | 3      | 0      |
| 2019/20         | Excel Moeskroen | Vlag van België | Jupiler Pro League | 0          | 0          | 0     | 0     | —        | —        | 0      | 0      |
| Carrière totaal | Carrière totaal | Carrière totaal | Carrière totaal    | 3          | 0          | 0     | 0     | 0        | 0        | 3      | 0      |

Bijgewerkt op 20 december 2019